# 194 a. C.
El año 194 a. C. fue un año del calendario romano prejuliano. En el Imperio romano, fue conocido como el año 560 Ab Urbe condita.

## Acontecimientos
- Roma declara la guerra a Antíoco III Megas, rey de Siria.
- En la Batalla de Gitión, Filopemen y la Liga Aquea, asistida por los romanos, derrota a los Espartanos de Nabis.
- Liternum y Puteoli se hacen colonias romanas.
- Hispania Romana: son pretores este año Sexto Digitio (Hispania Citerior) y Publio Cornelio Escipión Nasica (Hispania Ulterior). Bandas de lusitanos y vettones invaden la Ulterior.
- Comenzó la construcción de la primera muralla de Chang'an.
- Wiman Joseon reino de Corea del norte fundado por general Wiman de la Dinastía China Han.

## Fallecimientos
- Eratóstenes, matemático y astrónomo griego.